# Echinopsis atacamensis
Echinopsis atacamensis, llamado comúnmente cardón, cardón de la Puna o cardón de la sierra, es una especie de planta fanerógama de la familia Cactaceae que habita en áreas montañosas o altiplánicas del centro-oeste de América del Sur.

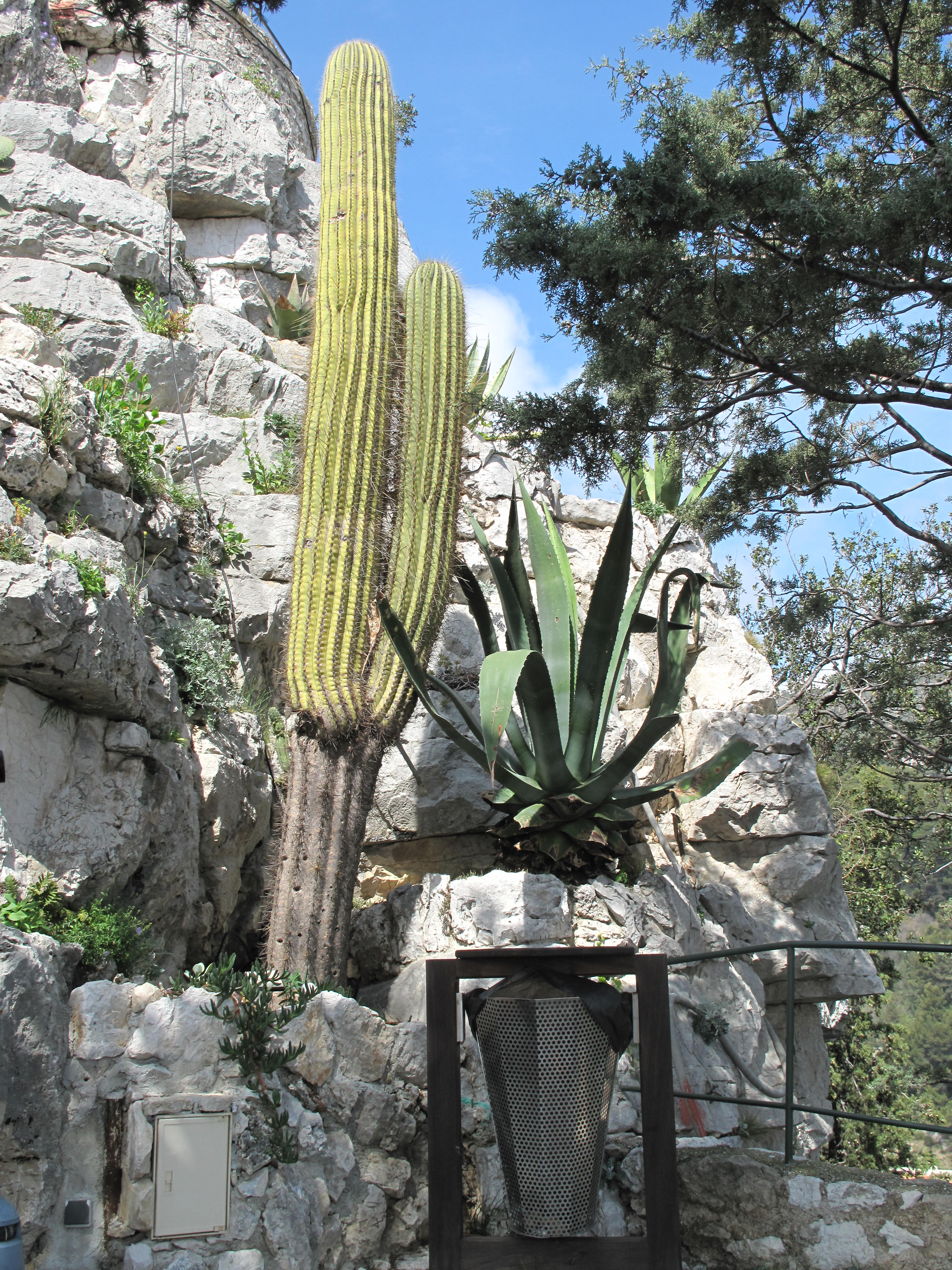
Vista de la planta.

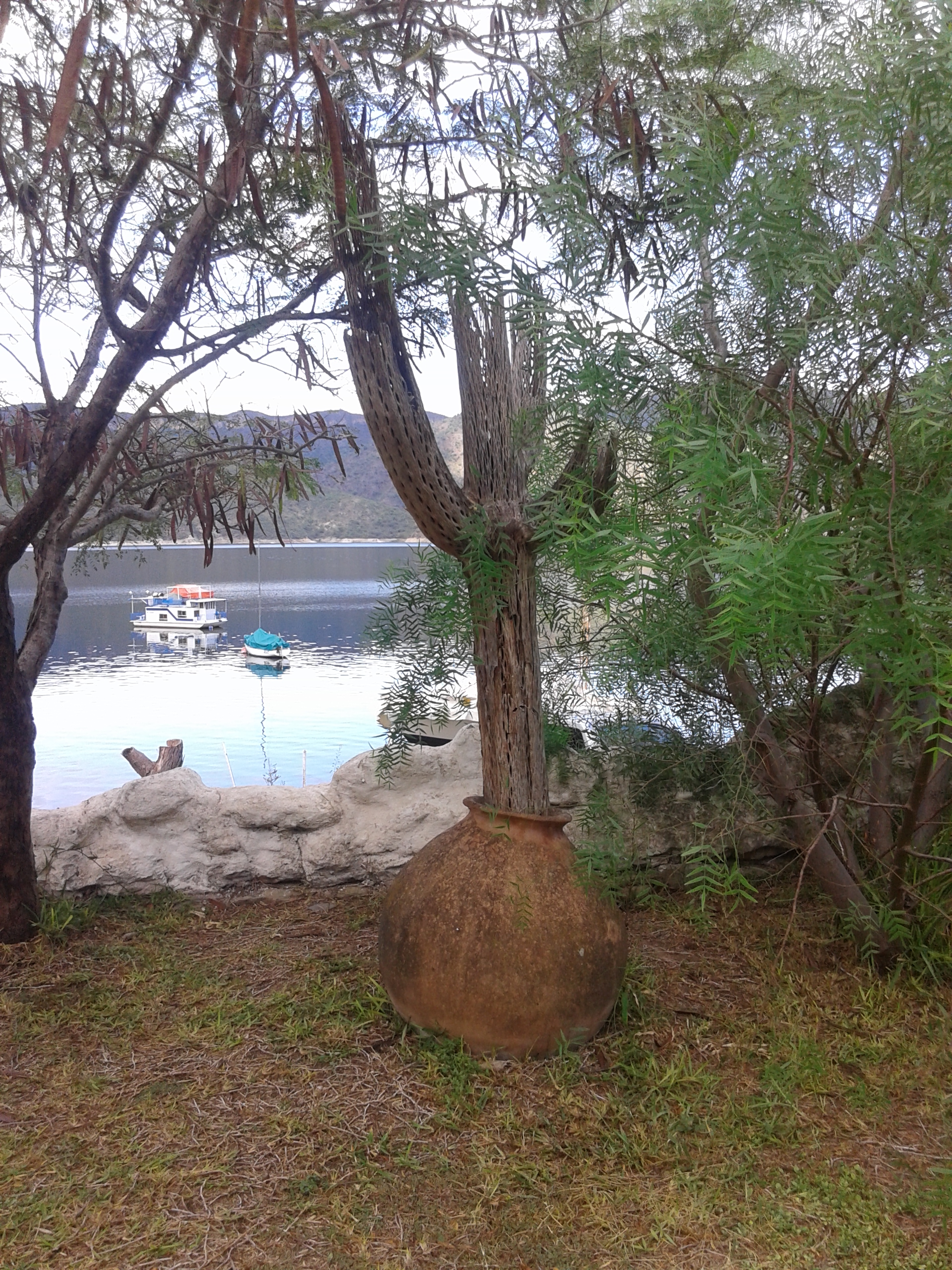
Ejemplar seco usado en la ornamentación.

## Distribución
Es endémica del área altiplánica del centro de la Cordillera de los Andes. Se distribuye en las provincias de Jujuy, Salta, Tucumán, Catamarca, La Rioja, y San Juan en la Argentina; en los departamentos de La Paz Oruro, Potosí, Chuquisaca y Cochabamba en Bolivia; y en las regiones de Antofagasta, Tarapacá y Arica y Parinacota en el norte de Chile.

## Descripción

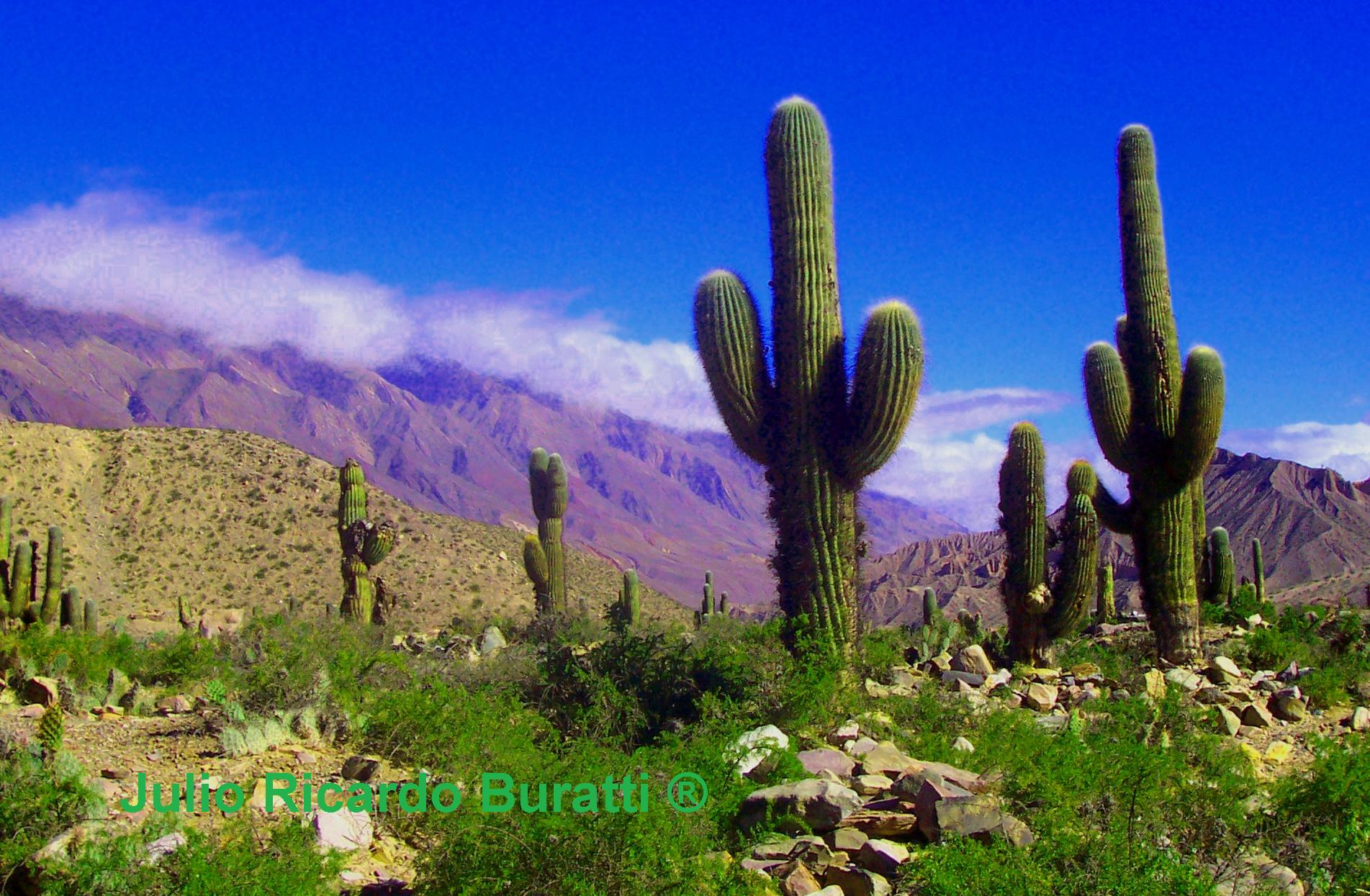
Cardones en la Quebrada del Humahuaca.

Es una planta perenne, arbórea, carnosa, de color verde, armada de espinas  y  con las flores de color blanco.
Presenta tallo columnar que puede alcanzar 10 metros de altura. Sus muchas agujas espinosas tienen entre 4 a 14 centímetros de longitud.

## Taxonomía
Echinopsis atacamensis fue descrita por  (Phil.) H.Friedrich & G.D.Rowley y publicado en International Organization for Succulent Plant Study Bulletin 3(3): 94. 1974.
Etimología
Ver: Echinopsis
atacamensis epíteto geográfico que alude a su localización en el desierto de Atacama.
Sinonimia
| - Cereus atacamensis - Trichocereus atacamensis - Helianthocereus atacamensis - Echinopsis formosissima - Pilocereus pasacana - Cereus pasacana - Trichocereus pasacana | - Helianthocereus pasacana - Echinopsis pasacana - Leucostele rivierei - Trichocereus rivierei - Echinopsis rivierei - Trichocereus eremophilus |